# Mumtaz Mahal
Arjumand Banu Begum (1593- 1631), coneguda com a Mumtaz Mahal (Joia del Palau), va ser l'esposa de l'emperador mogol Xa Jahan.
Mumtaz Mahal era una princesa persa que va contreure matrimoni amb Xa Jahan, emperador i magnífic guerrer, en 1612, a fi de consolidar la pau entre els dos pobles. Tanmateix Xa Jahan es va enamorar perdudament de Mumtaz, tenint amb ella 14 fills, set dels quals van morir durant la infantesa.
També va alletar Iranar, una de les ballarines i poetesses més famoses del segle xvii, filla d'una de les seves criades, que va morir en donar a llum la nena.
Durant el seu matrimoni, Xa va construir magnífics palaus per a la seva favorita. La sobirana era molt estimada i constantment intervenia en nom dels sol·licitants, vídues i orfes a qui donava concessions.
Mumtaz va donar a llum el seu catorzè fill en 1631, moment en què acompanyava el seu espòs en el Dècan, quan aquest duia a terme una campanya militar contra Khan Jahanb Lodi, i va morir per les complicacions del part. A la mort de l'esposa del rei es va decretar dol nacional en el seu honor durant dos anys.

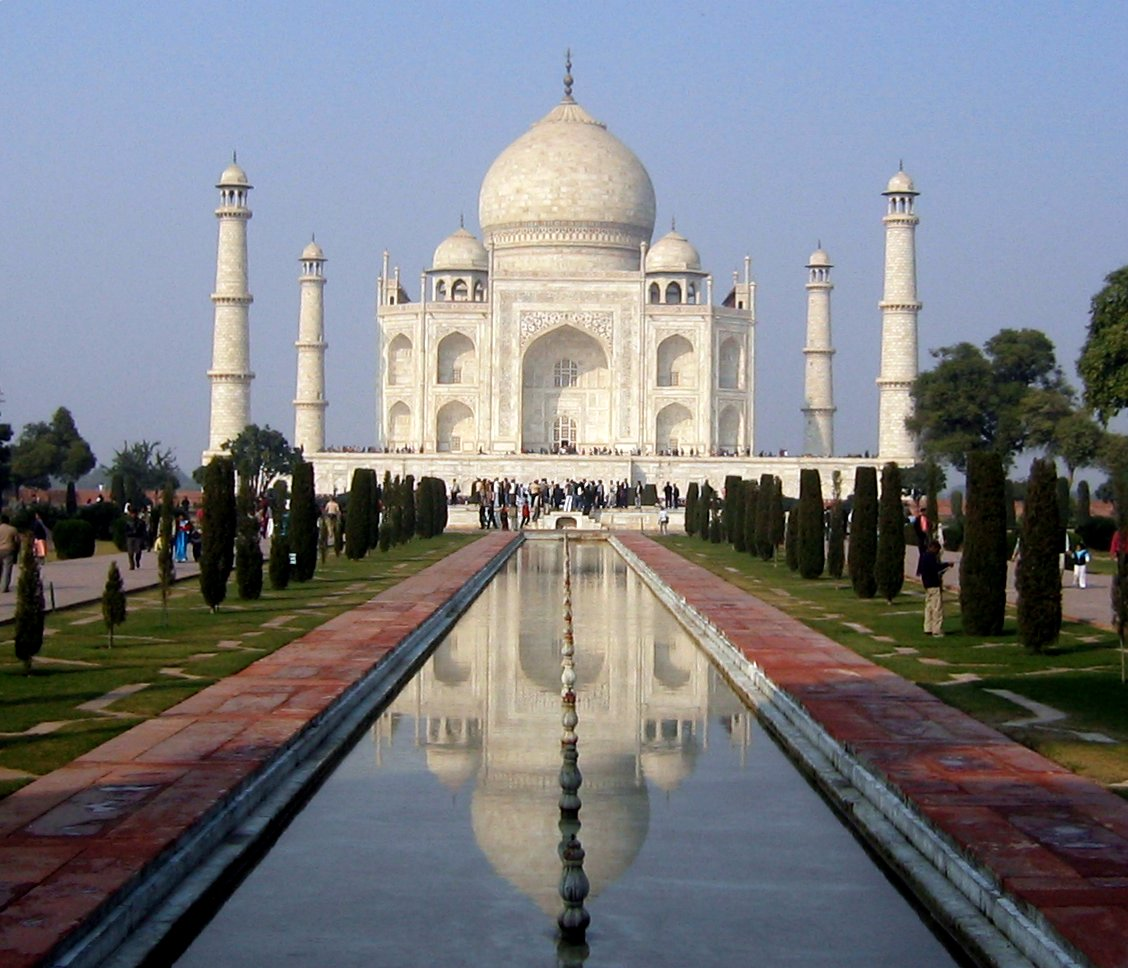
El Taj Mahal, on reposen les restes de Mumtaz Mahal junt amb el seu espòs estimat.

La mort de Mumtaz va provocar tal dolor en l'emperador que va abandonar la vida de luxes de la qual gaudia i dedicà la resta de la seva vida a la construcció de la tomba de la seva esposa el Taj Mahal, a la ciutat d'Agra, en el qual van treballar uns 20.000 obrers indis i perses, durant uns 20 anys.
Actualment, les restes d'ambdós es troben en una petita recambra sota de la cúpula del mausoleu.